# جنبي المئبر
جَنْبِيّ المئبر (الاسم العلمي: Pleuranthodium)، جنس نباتات من فصيلة الزنجبيلية. من بين 23 نوعًا معروفًا، هناك 21 نوعًا مستوطن في غينيا الجديدة، وواحد في كوينزلاند وواحد في أرخبيل بسمارك
- Pleuranthodium biligulatum (Valeton) R.M.Sm. - غينيا الجديدة
- Pleuranthodium branderhorstii (Valeton) R.M.Sm. - غنيا الجديدة
- Pleuranthodium comptum (K.Schum.) R.M.Sm. - غينيا الجديدة
- Pleuranthodium floccosum (Valeton) R.M.Sm. - غينيا الجديدة
- Pleuranthodium floribundum (K.Schum.) R.M.Sm. - غينيا الجديدة
- Pleuranthodium gjellerupii (Valeton) R.M.Sm. - غينيا الجديدة
- Pleuranthodium hellwigii (K.Schum.) R.M.Sm. - غينيا الجديدة
- Pleuranthodium iboense (Valeton) R.M.Sm. - غينيا الجديدة
- Pleuranthodium macropycnanthum (Valeton) R.M.Sm. - غينيا الجديدة
- Pleuranthodium neragaimae (Gilli) R.M.Sm. - غنيا الجديدة
- Pleuranthodium papilionaceum (K.Schum.) R.M.Sm. - غينيا الجديدة
- Pleuranthodium pedicellatum (Valeton) R.M.Sm. - غينيا الجديدة
- Pleuranthodium peekelii (Valeton) R.M.Sm. - أرخبيل بسمارك
- Pleuranthodium pelecystylum (K.Schum.) R.M.Sm. - غينيا الجديدة
- Pleuranthodium piundaundensis (P.Royen) R.M.Sm. - غينيا الجديدة
- Pleuranthodium platynema (K.Schum.) R.M.Sm. - غينيا الجديدة
- Pleuranthodium pterocarpum (K.Schum.) R.M.Sm. - غينيا الجديدة
- Pleuranthodium racemigerum (F.Muell.) R.M.Sm. - كوينزلاند
- Pleuranthodium roemeri (Valeton) R.M.Sm. - غبنيا الجديدة
- Pleuranthodium schlechteri (K.Schum.) R.M.Sm. - غينيا الجديدة
- Pleuranthodium scyphonema (K.Schum.) R.M.Sm. - غينيا الجديدة
- Pleuranthodium tephrochlamys (K.Schum. & Lauterb.) R.M.Sm. - غنيا الجديدة
- Pleuranthodium trichocalyx (Valeton) R.M.Sm. - غينيا الجديدة